# Arcidiecéze An-čching
Arcidiecéze Anqing (čínština 安慶 Ānqìng) je katolickou arcidiecézí nacházející se v Číně, její ritus je latinský.

## Historie a současnost
Dne 21. února 1929 byl vytvořen apoštolský vikariát Anqing, který vznikl z apoštolského vikariátu Wuhu. Prvním vikářem se stal Federico Melendro Gutiérrez, S.J.. Poté byl dne 11. dubna 1946 povýšen na Metropolitní arcidiecézi. Arcibiskupem se stal vikář Gutiérrez. Jejím hlavním chrámem je Katedrála Svatého Tomáše. Od roku 2005 je arcidiecéze vakantní.

## Seznam vikářů a arcibiskupů

### Apoštolští vikáři
- Federico Melendro Gutiérrez, S.J. (1930–1946)

## Arcibiskupové
- Federico Melendro Gutiérrez, S.J. (1946–1978)
- od 1978 – 2001 vakantní
- Joseph Zhu Hua-yu – apoštolský administrátor (1997–2001) poté arcibiskup
- Joseph Zhu Hua-yu (2001–2005)
- od 2005 – současnost vakantní